# Safã

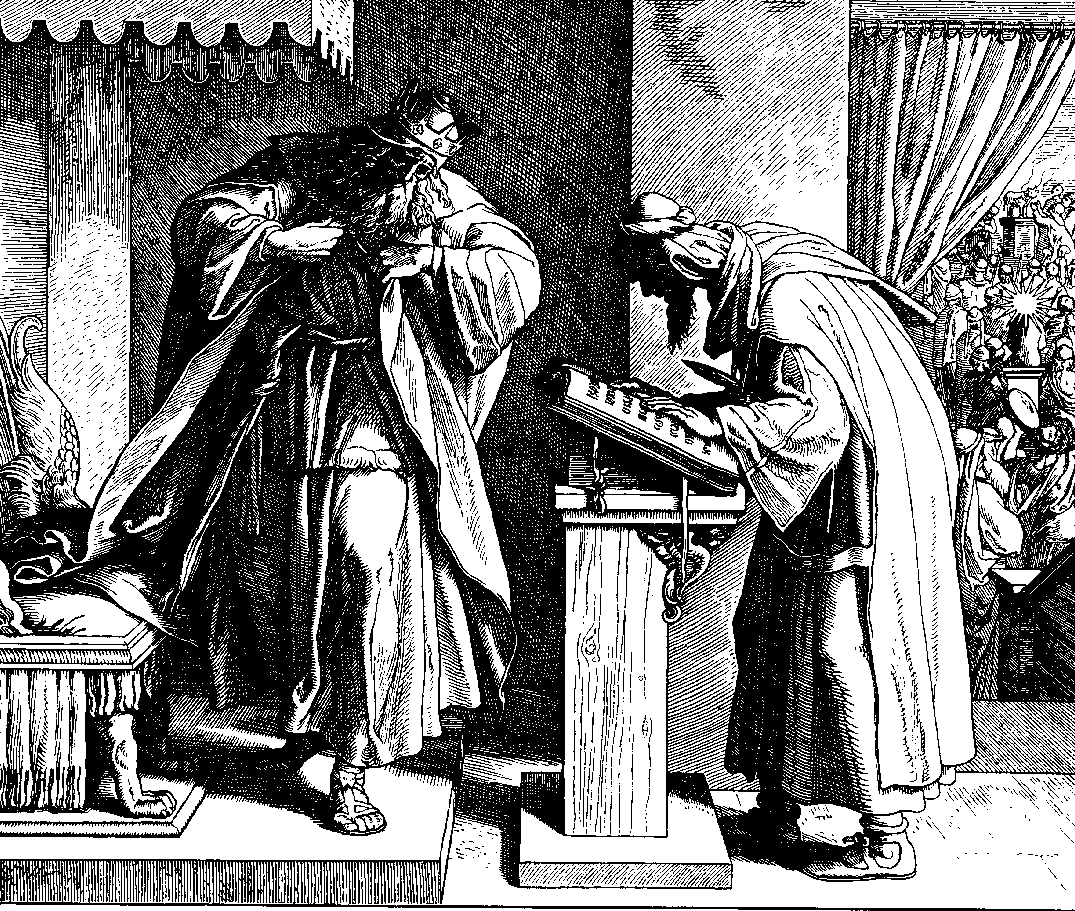
Safã lendo a lei diante de Josias

Safã era filho de Azalias e secretário da corte do rei Josias. Seu nome é de origem hebraica e traduzido significa "Procávia".
Safã foi o responsável por levar o "livro da lei", achado por Hilquias, até o rei Josias. Assim que Safã leu uma parte da Lei para Josias, ele e seu filho Aicão, junto com outros, foram mandados por Josias como delegação para indagar a respeito do propósito de Deus, para com Judá. Eles se dirigiram à profetisa Hulda e relataram depois ao rei a profecia de Jeová, Deus, de que viria uma destruição, mas não durante o reinado de Josias. Gedalias, neto de Safã, foi o governador, designado por Nabucodonosor II após a queda de Jerusalém.